# Eduardo Obregón
Eduardo Obregón Barreda (Santander, Cantabria, 2 de octubre de 1919 – Esles, Cantabria, 17 de mayo de 2006) fue un catedrático de Enseñanza Secundaria de griego, escritor y político español, miembro fundador del Partido Regionalista de Cantabria y presidente de la Asamblea Regional de Cantabria.
Fue opositor de la dictadura franquista, militando en la Hermandad Obrera de Acción Católica (HOAC), en Cristianos por el Socialismo y en el Frente de Liberación Popular, y llegó a ser detenido, junto a otras catorce personas, por la policía al dirigir un seminario sobre el «ateísmo marxista», acusado de reunión ilegal. Con la llegada de la Transición, fue candidato al Senado en las elecciones generales de 1977 como independiente dentro de Senadores por la Democracia.
En 1978 fundó el Partido Regionalista de Cantabria y fue elegido secretario general sucesivamente en el I, II y III Congreso Regional, hasta que en 1988 fue sucedido en el cargo por Miguel Ángel Revilla. Con motivo del veinticinco aniversario de la fundación del partido regionalista, se le entregó el cargo honorífico de presidente de honor. Por el PRC se presentó por segunda vez al Senado en las elecciones generales de 1979, también encabezó la lista regionalista en las primeras elecciones municipales (1979) al Ayuntamiento de Santander, permaneciendo como concejal hasta 1983. En 1987 fue nombrado presidente de la Asamblea Regional de Cantabria, cargo del que dimitió a finales de 1989 tras ser condenado e inhabilitado de ejercer un cargo público durante seis años y un día por el Tribunal Superior de Justicia de Cantabria por un delito de prevaricación al retirar a un diputado condenado su condición de aforado,en vez de suspenderle por el tiempo previsto en la sentencia. Finalmente, el Tribunal Supremo le absolvió del delito de prevaricación al considerar la actuación de Obregón como una irregularidad no penalizable.

## Biografía

### Formación, actividad literaria y vida privada
Se doctoró en Filosofía y Letras por la Universidad Complutense de Madrid, donde ocupó durante dos años el puesto de profesor adjunto de dicha materia. Fue catedrático de Enseñanza Secundaria de griego en dos institutos de Santander, en 1949 se incorporó al instituto Santa Clara, donde ocupó los cargos de jefe de estudios y director a finales de los años sesenta, y se jubiló en el José María Pereda. Escribió seis libros, entre los que destacan Las razones del proletariado, Las clases sociales: qué son y qué significan, El mundo de las palabras, Democracia y Las autonomías territoriales. El semanario Signo, revista de la Juventud de Acción Católica, publicó un artículo suyo defendiendo la obligación de los católicos en participar en la actividad política, también publicó artículos en la prensa regional sobre el cantabrismo.
Se casó con María Luisa Gómez Laiz, con la que tuvo cuatro hijos: María Luisa, Eduardo, Javier y Alicia. Una de sus nietas, Ana Obregón Abascal, se presentó como cabeza de lista del Partido Regionalista de Cantabria al ayuntamiento de Santa María de Cayón en las elecciones municipales de 2007, siendo la cabeza de lista más joven del partido, y consiguió tres concejales; en las elecciones municipales de 2011 repitió como candidata y consiguió el mismo número de concejales que en las anteriores elecciones.
Eduardo Obregón falleció el 17 de mayo de 2006 y el gobierno regional decretó dos días de luto y banderas a media asta en señal de duelo. Un día después se celebró su funeral en la iglesia de Nuestra Señora del Carmen, situada en el Barrio Pesquero, ante varios cientos de personas, incluido el presidente de Cantabria Miguel Ángel Revilla, y fue enterrado en el panteón familiar de la localidad cayonesa de Esles.

### Actividad política

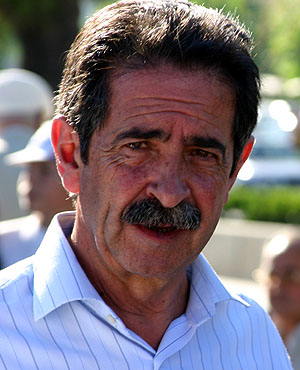
Miguel Ángel Revilla, uno de los cinco fundadores del Partido Regionalista de Cantabria y sucesor de Eduardo Obregón como secretario general del PRC.

Eduardo Obregón fue un opositor a la dictadura franquista, militando primero en la Hermandad Obrera de Acción Católica (HOAC) y posteriormente en Cristianos por el Socialismo y en el Frente de Liberación Popular, destacando un artículo suyo en la Hoja del Lunes de Santander contra el golpe de Estado que derrocó al presidente chileno Salvador Allende y que le valió una reprimenda por parte del gobernador civil de la provincia de Santander. El 21 de abril de 1968, fue detenido junto a catorce personas por la policía al salir de la sede de HOAC en Santander tras la celebración de un seminario sobre «ateísmo marxista», que el propio Obregón dirigía; finalmente pasó la noche en comisaría y fue puesto en libertad tras ser interrogado y acusado de reunión ilegal. En las elecciones generales de 1977 fue candidato al Senado, por la circunscripción de Cantabria, como independiente dentro de la candidatura de Senadores por la Democracia, finalmente no fue elegido senador.
En 1978 fundó el Partido Regionalista de Cantabria junto al economista Miguel Ángel Revilla e Ignacio Gómez Llata, ambos impulsores de la Asociación para la Defensa de los Intereses de Cantabria  (ADIC), y los sindicalistas torrelaveguenses José Somarriba y José Luis Oria. En las elecciones generales de 1979 fue candidato por segunda vez al Senado, esta vez por el PRC y que supusieron las primeras elecciones a las que concurría la formación regionalista, aunque esta candidatura no consiguió ningún senador. Junto a Eduardo Obregón, concurrieron Benito Huerta, senador por Izquierda Democrática, y Ramón Arias Azpiazu, exsecretario general de la Federación Socialista de Cantabria-PSOE.
En las elecciones municipales de 1979 encabezó la lista regionalista al Ayuntamiento de Santander y se convirtieron en la tercera fuerza política de la capital cántabra al obtener cuatro de veintisiete concejales. Aunque en un primer momento el PRC había pactado con las formaciones izquierdistas para dar la alcaldía al socialista Jesús Cabezón, finalmente los concejales regionalistas decidieron votar a Eduardo Obregón y, así, propiciar la alcaldía a Juan Hormaechea, candidato de Unión de Centro Democrático. Esta decisión supuso que cerca de setecientas personas se concentraran frente a la puerta del Ayuntamiento a la espera de la salida de los concejales regionalistas, que tuvieron que salir por la puerta trasera escoltados por la policía municipal; el Partido Regionalista de Cantabria acusó a las fuerzas de izquierda de esta concentración, mientras que estos acusaron a Obregón y a los suyos de tener la responsabilidad de haber impedido la elección de un alcalde socialista. Fue concejal hasta 1983.
Eduardo Obregón fue elegido diputado de la Asamblea Regional de Cantabria para la II Legislatura (1987-1991). En las elecciones autonómicas de 1987, Alianza Popular obtuvo 19 escaños y se quedó a uno de obtener la mayoría absoluta, por su parte, el PRC cosechó los mejores resultados hasta entonces al obtener cinco diputados. Finalmente, el independiente Juan Hormaechea, que había encabezado la lista de Alianza Popular, fue elegido presidente con la abstención de Centro Democrático y Social y la oposición del Partido Socialista de Cantabria y del PRC. Obregón fue nombrado presidente de la Asamblea con los votos de los partidos de la oposición, pero a finales de diciembre de 1989 se vio obligado a dimitir tras ser condenado e inhabilitado de ejercer un cargo público durante seis años y un día por el Tribunal Superior de Justicia de Cantabria por un delito de prevaricación; previamente, el 12 de marzo de 1988, se comprometió a dimitir si se demostraba que la acusación hecha por Hormaechea acusándole de grabar las conversaciones privadas que los diputados mantenían en la Asamblea eran ciertas, esto se debe a que al presidente de Cantabria se le olvidó apagar el micrófono de su escaño tras una intervención y quedaron recogidos los insultos proferidos a un diputado del CDS. Esta sentencia se debió a que Obregón retiró a José Luis Vallines su condición de diputado, al ser este condenado por la Audiencia de Huesca a suspensión del derecho al ejercicio de cargo público por un delito de carácter social, en vez de suspenderle por el tiempo previsto en la sentencia, entonces Vallines presentó una querella criminal. Fue sucedido, en febrero de 1990, como presidente de la Asamblea por Adolfo Pajares. En abril de 1992, el Tribunal Supremo le absolvió del delito de prevaricación al considerar la actuación de Obregón como una irregularidad no penalizable.
En el I Congreso Regional del Partido Regionalista de Cantabria, celebrado entre el 8 y 9 de diciembre de 1979, Eduardo Obregón fue elegido Secretario General, cargo que revalidó en los dos siguientes Congresos (1982 y 1985), hasta que en el IV Congreso Regional, celebrado el 20 de marzo de 1988, Miguel Ángel Revilla le sucedió en el cargo. En 2003, con motivo del 25 aniversario de la fundación del partido, Revilla le otorgó, como uno de los fundadores del partido, el cargo honorífico de Presidente de Honor.

## Fundación Eduardo Obregón
El 16 de abril de 2009, el Comité Ejecutivo del PRC acordó la creación de una fundación sin ánimo de lucro con el nombre de Fundación Eduardo Obregón y fue anunciada públicamente al día siguiente por el Vicesecretario General, Rafael de la Sierra, y el Secretario de Organización, Pedro Hernando, de la formación regionalista. Finalmente, fue constituida el 12 de septiembre de 2011 en el municipio cántabro de Camargo y con domicilio en la propia sede del partido en Santander. El patronato quedó compuesto por Miguel Ángel Revilla, como presidente, Rafael de la Sierra y Francisco Javier López Marcano, como vocales, y Ana Obregón Abascal, como secretaria.
Según los estatutos, los fines de la Fundación son fomentar estudios sobre la igualdad entre las diferentes comunidades autónomas, realizar un análisis en defensa de la unidad del Estado y de lucha contra la corrupción política, promover ideas que cambien el modelo productivo de España en uno basado en la investigación, el conocimiento y las energías renovables, fomentar proyectos de desarrollo de infraestructuras públicas que permitan un crecimiento económico y desarrollo social, contribuir a la difusión del sentimiento regionalista a través del estudio de la historia, las costumbres, la cultura y las peculiaridades de las regiones que conforman España, así como las del país; difundir publicaciones y realizar actividades de vocación regionalista y europeísta, preservar la cultura e identidad nacional y regional de la población no residente mediante el impulso a la cooperación; por último, cualquier otra actividad prevista en la Constitución y en el ideario regionalista que tienda a investigar, desarrollar y preservar la identidad nacional de España.
| Predecesor: Guillermo Gómez Martínez-Conde | Presidente de la Asamblea Regional de Cantabria 1987-1989 | Sucesor: Adolfo Pajares |